# Agnes de Rochlitz

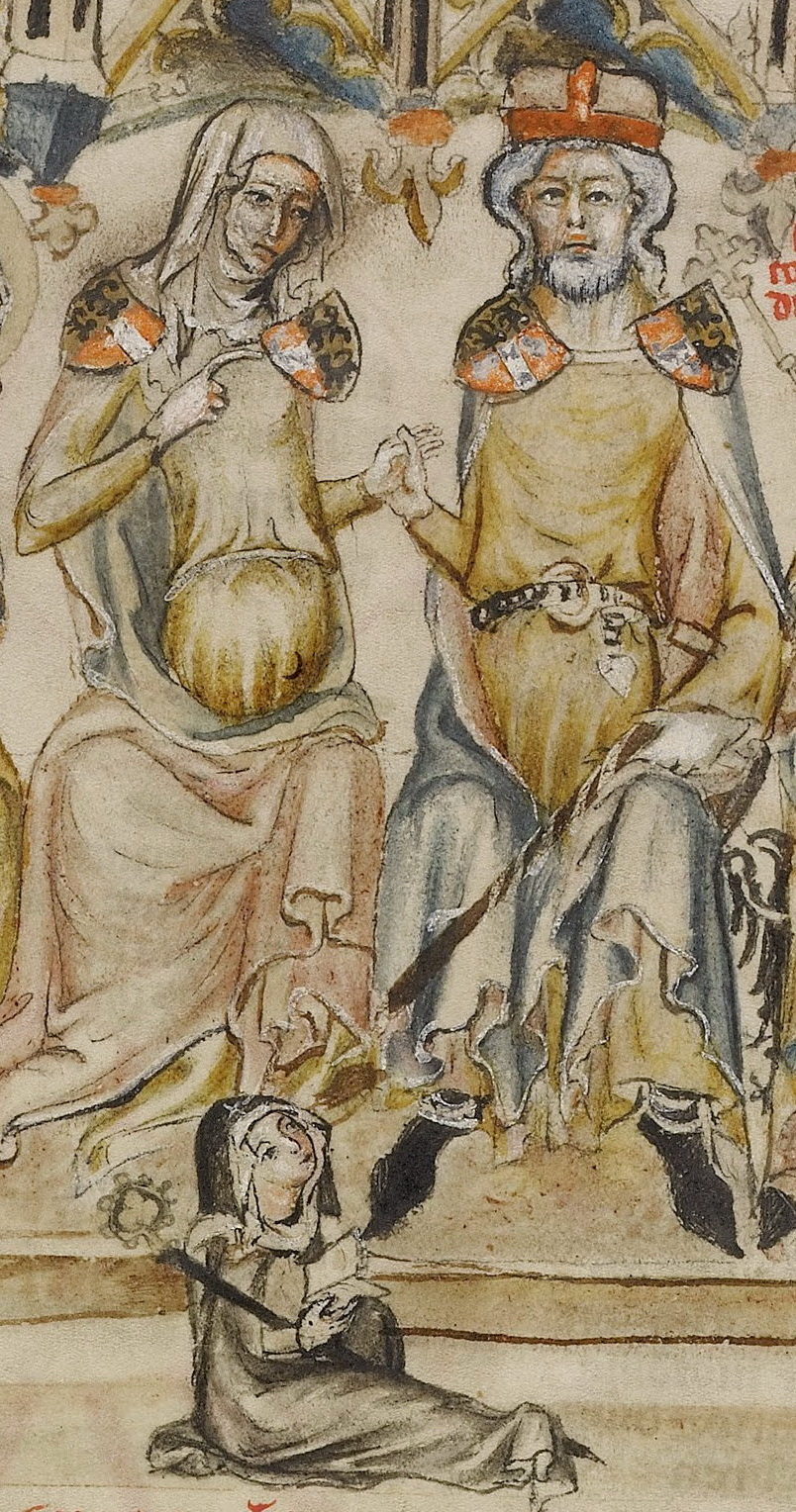
Agnes și soțul ei, Berthold

Agnes de Rochlitz sau Agnes de Wettin (n. 1152 – d. 25 martie 1195, Dießen am Ammersee, Bayerischer Reichskreis⁠(d), Germania), membră a Casei de Wettin, a fost fiica lui Dedi al V-lea, conte de Wettin, și a soției sale, Matilda de Heinsburg.

## Biografie
Agnes descinde din Agnes de Waiblingen, fiica împăratului Henric al IV-lea, și din ducele Frederic I de Suabia, prin fiica acestora, Bertha de Suabia.
Agnes a a avut cinci frați între care Conrad al II-lea de Landsberg și Philipp, prevost în Xanten.

## Căsătorie și descendenți
Agnes a fost căsătorită cu ducele Berthold de Merania. De pe urma acestei căsătorii, Agnes a obținut titlurile de ducesă de Merania și de contesă de Andechs.
În 1186 soțul ei l-a însoțit pe împăratul Henric al VI-lea în Regatul Siciliei. În 1189 el a condus a treia divizie a armatei imperiale și a fost purtător de stindard în Cruciada a treia.
Agnes a avut opt copii. Trei dintre fiicele sale au devenit regine prin căsătorie. 
- Otto, care l-a succedat pe tatăl său ca duce al Meraniei;
- Ekbert, episcop de Bamberg;
- Henric, margraf de Istria;
- Hedviga, căsătorită cu Henric I cel Bărbos, duce al Sileziei, a fost canonizată în 1267;
- Gertruda, căsătorită cu regele Andrei al II-lea al Ungariei;
- Agnes, căsătorită cu regele Filip al II-lea al Franței, a murit asasinată;
- Berthold, patriarh de Aquileia;
- Matilda, stareță în Kitzingen.

O fiică, al cărei nume nu este precizat, s-a căsătorit cu un membru al familiei Nemania din Serbia.